# Kassandra
Kassandra (in greco Κασσάνδρα?) è un comune della Grecia situato nella periferia della Macedonia Centrale di 14971 abitanti secondo i dati del censimento 2001.
A seguito della riforma amministrativa detta piano Kallikratis in vigore dal gennaio 2011 che ha abolito le prefetture e accorpato numerosi comuni, la superficie del comune è ora di 334 km² e la popolazione è passata da 10269 a 14971 abitanti.
Il litorale di Kassandra è famoso per il turismo internazionale..

## Storia

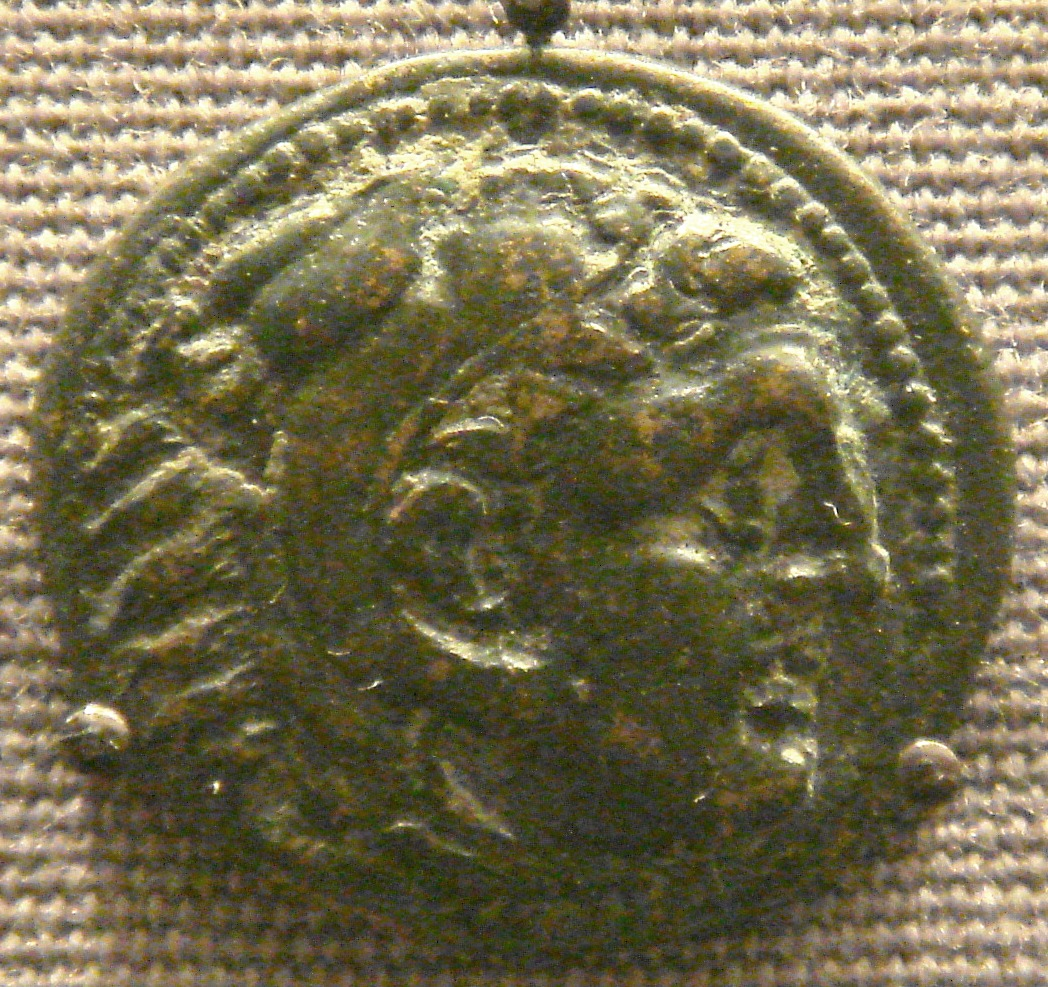
Ritratto monetale di Cassandro I (IV sec. a.C.) (British Museum, Londra).

Cassandria, o Cassandreia (in greco antico: Κασσάνδρεια?, Kassàndreia) era l'antico nome della città fondata nel 316 a.C. da Cassandro I, dopo aver vinto Poliperconte ed averlo sostituito come stratego d'Europa e reggente dell'impero macedone. L'insediamento fu costruito nei pressi della precedente città di Potidea, gravemente danneggiata da Filippo II di Macedonia quando la strappò agli Ateniesi nel 356 a.C. Il fatto che Cassandro, che sarebbe salito sul trono di Macedonia nel 302 a.C., abbia chiamato la città col suo nome, fa presumere che intendesse fin dall'inizio farne la capitale del suo regno al posto di Pella.
La città fu anche la roccaforte di Arsinoe II, che lì si insediò dopo la morte del marito Lisimaco e la conseguente perdita di gran parte del regno. Tolomeo Cerauno, subentrato a Lisimaco sul trono di Tracia, dovette convincere con l'inganno Arsinoe a sposarlo per entrare in possesso della città e poi spodestare la regina uccidendone i figli.
Fila, la moglie del re macedone Demetrio I Poliorcete, si suicidò a Cassandria nel 288 a.C. dopo la sconfitta e la perdita del trono del marito ad opera di Lisimaco e di Pirro. In età romana, fu istituita come colonia nel 43 a.C. dal proconsole Quinto Ortensio Ortalo e chiamata Colonia Iulia Augusta Cassandrensis. La diocesi di Cassandria fu un'antica sede vescovile, poi soppressa, del Patriarcato di Costantinopoli.
In età moderna, la città ebbe il suo periodo di gloria nel 1423-1430, quando i Veneziani la utilizzarono come base navale. Nel 1430 fu conquistata assieme a Tessalonica dagli Ottomani, che la mantennero fino al 1912 quando, a seguito della prima guerra balcanica, passò alla Grecia.